# Aaron ben Ab-Hisda ben Jacob

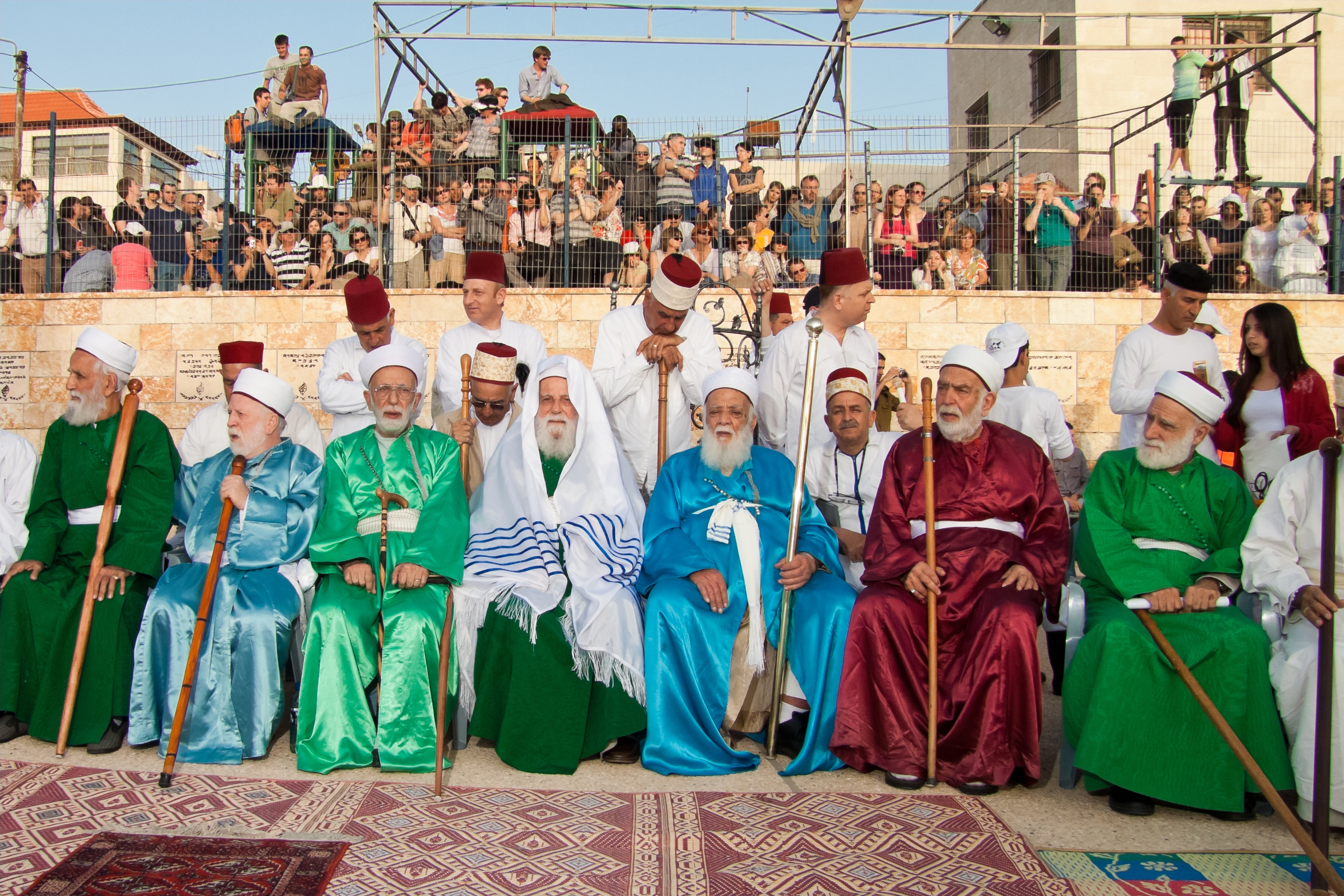
Hogepriester Aaron ben Ab-Hisda (midden, met talliet), omgeven door leiders uit de gemeenschap tijdens het Samaritaanse Pesachfeest in 2011

Aaron ben Ab-Hisda ben Jacob (Hebreeuws: אהרון בן אב-חסדה) (Nablus, 5 februari 1927 - Kiryat Luza, 19 april 2013) was hogepriester van de Samaritanen vanaf 3 februari 2010 tot aan zijn dood. Volgens de Samaritaanse traditie was hij de 131e hogepriester sinds Aäron.
Binnen de Samaritaanse gemeenschap stond Aaron ben ab-Hisda bekend als een goed voorzanger en leraar tijdens de Samaritaanse erediensten. Aaron ab-Hisda was getrouwd en laat vier zonen en twee dochters na.